# Férfi diszkoszvetés a 2005. évi nyári európai ifjúsági olimpiai fesztiválon
A 2005. évi nyári európai ifjúsági olimpiai fesztiválon az atlétikai versenyszámokat Lignano Sabbiadoróban rendezték. A férfi diszkoszvetés döntőjét július 8.-án rendezték.

## Döntő
| H     | Név                     | Nemzet                | E     | Mj |
| ----- | ----------------------- | --------------------- | ----- | -- |
| Arany | Savvas Arestis          | Ciprus                | 56.83 |    |
| Ezüst | Artur Hoppe             | Németország           | 56.29 |    |
| Bronz | António Silva           | Portugália            | 56.24 |    |
| 4     | Ivan Gryshyn            | Ukrajna               | 55.27 |    |
| 5     | Dmitriy Chebotarev      | Oroszország           | 54.55 |    |
| 6     | Robert Lobb             | Szlovákia             | 52.52 |    |
| 7     | Yeóryios Tremos         | Görögország           | 52.31 |    |
| 8     | Joni Mattila            | Finnország            | 51.57 |    |
| 9     | Ondrej Pítr             | Csehország            | 50.84 |    |
| 10    | Szentváry-Lukács Miklós | Magyarország          | 47.95 |    |
| 11    | Arik Chepoi             | Izrael                | 47.65 |    |
| 12    | Kristian Kovac          | Szerbia és Montenegró | 46.09 |    |
| -     | Christian Pirmann       | Ausztria              | -     |    |
| -     | David Devonas           | Svájc                 | -     | NM |